# 累代
| 地質年代区分 | 地質年代区分 | 年代層序区分 | 年代層序区分 | 定義数および概年数   |
| ------------ | ------------ | ------------ | ------------ | -------------------- |
| 累代         | eon          | 累界         | eonothem     | 4累代、各5億年以上   |
| 代           | era          | 界           | erathem      | 10代、数億年程度     |
| 紀           | period       | 系           | system       | 22紀、数千万～数億年 |
| 世           | epoch        | 統           | series       | 34世、数千万年       |
| 期           | age          | 階           | stage        | 99期、数百万年       |

| 時代と層の対比 | 時代と層の対比 | 時代と層の対比 | 時代と層の対比 |
| -------------- | -------------- | -------------- | -------------- |
| 後期           | late           | 上部           | upper          |
| 中期           | middle         | 中部           | middle         |
| 前期           | early          | 下部           | lower          |

累代（るいだい、eon, aeon）は、地質時代の区分で最大のもので冥王代、太古代、原生代、顕生代の四つの累代がある。例えば顕生代（顕生累代）は化石になりうる硬い殻を持った生物の豊富な時代を統括する。英名はコイネー・ギリシャ語の単語アイオーン（αἰών）に由来する。
累代は複数の代（era）からなり、その代は紀（period）からなり、紀は世（epoch）で構成される。現在の我々の時代は顕生代の新生代第四紀完新世に当たる。以前は顕生代の他に隠生代（先カンブリア時代）しか累代は考えられていなかった。近年になり、冥王代・太古代・原生代に分けられるようになった。
累代・代・紀の地質学的タイムスケールは以下の通り：